# Denis Buntić
Denis Buntić (Ljubuški, 13. listopada 1982.) hrvatski je rukometaš. 
Igrao je na mjestu desnog vanjskog. Prve je korake napravio u Izviđaču, a potom odlazio u: Zagreb, Cimos, Ademar Leon, Vive Targi Kielce, Pick Szeged. Ljevoruki Buntić bio je član hrvatske rukometne reprezentacije, koja je osvojila srebrnu medalju na SP u Tunisu 2005. Igrao je još na Europskom prvenstvu u Švicarskoj 2006., Svjetskom prvenstvu u Hrvatskoj 2009. te na Europskom prvenstvu u Austriji 2010.